# Партия на регионите
Партията на регионите (на украински: Партія регіонів) е проруска политическа партия в Украйна, чийто ръководител е Микола Азаров. Партията се застъпва за тесни връзки с Русия и за обявяването на руския език за втори държавен, подобно на референдума от 1995 г. в Беларус.
На президентските избори през 2004 г. лидерът на партията Виктор Янукович е обявен за победител и поздравен от Владимир Путин, но след обвинения във фалшифициране на резултатите и масови протести в столицата Киев Върховният съд отменя втория тур и Янукович губи при неговото прегласуване.
През 2006 година партията е първа на парламентарните избори, а през 2010 година Янукович е избран за президент. На парламентарните избори през 2012 година Партията на регионите отново е първа с 30% от гласовете и 187 от 450 места във Върховната рада.